# Synopsis Stirpium indigenarum Aragoniae
Synopsis Stirpium indigenarum Aragoniae (abreviado Syn. Stirp. Aragon.) es un libro con ilustraciones y descripciones botánicas que fue escrito por el naturalista, jurista e historiador español Jordán de Asso y publicado en 2 partes en los años 1779 - 1781.

## Publicación
- pp. i-xxiv, 1-160, 1779;
- pp. i-vii, 159-184, 1781